# 남북 평화협정
남북 평화협정은 북한의 대륙간 탄도 미사일과 핵문제를 해결하기 위하여, 기존의 1953년 임시적으로 전쟁을 중지한다는 정전 협정의 후속조치로 한반도에 전쟁을 종식 시키는 협정이 되는 것이다.
남북 평화 협정을 통해서는 향후, 남북 사이에 인적·물적 교류와 협력이 전쟁의 위협이 없이 이루어질수 있는 토대가 된다. 이러한 바탕위에서 평화협정은 시발점이 되는 것이다.

## 개요
남북 평화협정은 대한민국이 기존의 정전 협정의 서명한 당사자가 아니므로, 실질적으로 기존의 전쟁을 임시로 중지하는 협정을 UN 이 주도하였기에,  
평화 협정역시도 UN 이 체결하는 것이 논리적이라는것을  헤리티지 재단 래리 박사 가 주장한다. 즉 실천적 방안은 한반도 평화협정으로 국제적인 차원의 평화 협정이 되어 한다는 것이다.

## 같이 보기
- 한반도 평화협정